# Pål-Knutstjärnen
Pål-Knutstjärnen är en sjö i Älvdalens kommun i Dalarna och ingår i Dalälvens huvudavrinningsområde.